# دنا (خودرو)
دنا یکی از محصولات شرکت ایران‌خودرو است که با هدف جایگزینی خودرو سمند و سمند سورن طراحی و ساخته شد اما پس از عرضه این اتفاق رخ نداد و دنا به‌عنوان محصولی مستقل در کنار این خودروها تولید شد. این خودرو قرار بود در سال ۱۳۹۱ وارد بازار داخلی گردد که بالاخره پس از کشمکش‌ها و گفتگوهای فراوان بر سر قیمت‌گذاری و با تأخیر زیاد در سال ۱۳۹۳ روانه‌ی بازار شد. خودروی دنا با موتور ای‌اف۷ (EF7) بنزینی عرضه شده‌است.

## تاریخچه

### پیش از عرضه
پروژه دنا و فاز مطالعاتی آن برای نخستین بار در سال ۱۳۸۴-۱۳۸۳ کلید خورد تا دنا با سکوی مشترک با سمند و به عنوان نسخه فیس‌لیفت شده از آن تولید شود. این خودرو در ابتدا قرار بود به عنوان فیس‌لیفتی از سمند عرضه شود اما به دلیل اینکه تغییرات بیشتر از آن چیزی بود که برای یک فیس‌لیفت جزئی لازم است، به عنوان خودرویی کاملا جدید معرفی شد.
ایران‌خودرو در آذر سال ۱۳۸۸، پروژه‌ای را با نام (NX7) تعریف کرد که طی آن طراحی محصولی جدید از خانواده‌ی خودروی ملی برای پوشش بازه‌ی بالاتر قیمتی تعریف شد.
هزینه‌ی طراحی دنا در سال ۱۳۸۸، ۶۰ میلیارد تومان بوده‌است.
ایران‌خودرو به قصد حفظ بازار فروش، خود اقدام به طراحی دنا برپایه‌ی سکوی سمند که در واقع همان سکو پژو ۴۰۵ است نمود.
دنا در بخش‌های فنی مانند سیستم‌های الکترونیکی، سیستم تعلیق، سیستم سوخت‌رسانی، موتور و گیربکس کاملاً با سمند یکسان است.

### دنا (۱۳۹۳–۱۴۰۱)
در فروردین ۱۳۹۰، ایران خودرو از محصول جدیدی به نام دنا رونمایی کرد. این شرکت بارها زمان‌های مشخصی را برای عرضه این خودرو به بازار عنوان می‌نمود و هر بار نیز خلف وعده می‌نمود. در این میان، طراحی خودرو به‌ویژه در نمای داخلی دچار تغییرات عدیده‌ای شد.
ایران خودرو در بهمن ۱۳۹۲ پیش‌فروش دنا را آغاز نموده و اعلام کرد که اولین سری آن در تیر ۱۳۹۳ به دست مشتریان خواهد رسید. با این وجود، ایران خودرو بر سر تعیین قیمت دنا با شورای رقابت به اختلاف خورد و حتی در مقطعی تهدید به توقف تولید نمود. با همه این تفاسیر، اولین سری دنا در بهمن ۱۳۹۳ تحویل مشتریان شد.
با وجود رونمایی از دنا پلاس در سال ۱۳۹۶، این دو مدل چند سال به موازات هم تولید شدند. از سال ۱۳۹۷، رینگ آلومینیومی، کروز کنترل و ترمز عقب دیسکی از برخی مدل‌های دنا LX حذف شد. تولید این مدل از دنا در سال ۱۴۰۱ متوقف شد.

### دنا پلاس (۱۳۹۶–اکنون)

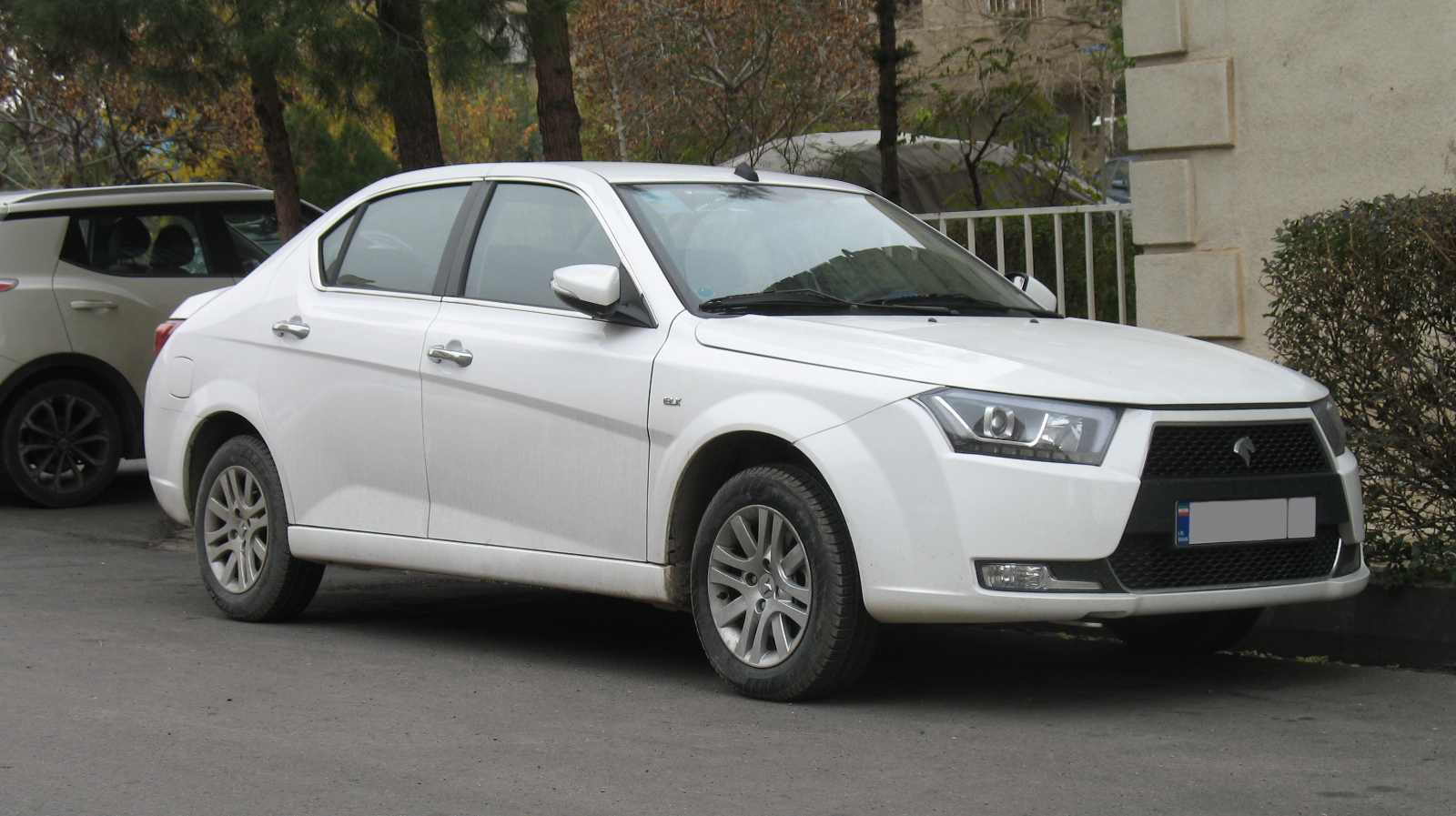
نمای جلوی دنا پلاس

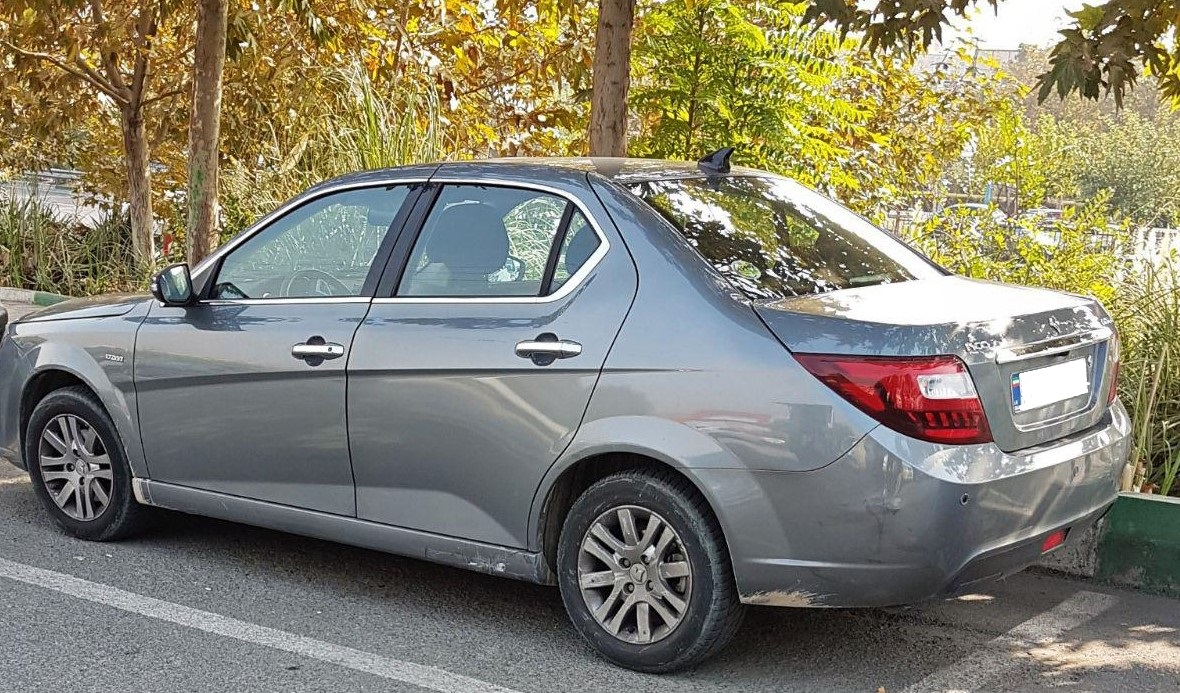
نمای عقب و جانبی دنا پلاس

دنا پلاس یکی دیگر از محصولات ایران‌خودرو است که به نام دنا ELX نیز شناخته می‌شود. این خودرو مدل تغییر شکل یافته و پرآپشن‌تر دنا معمولی است و در انواع دنا پلاس، دنا پلاس توربوشارژر و دنا پلاس توربو اتوماتیک تولید می‌شود. دنا پلاس با امکانات بیشتری از جمله سانروف، ۴ کیسه هوا، دی لایت و… عرضه می‌شود اما از سال ۱۳۹۷ در برخی از مدل‌ها ایربگ‌های جانبی و سانروف حذف شدند.
این خودرو از نظر ظاهری اندکی به‌روزرسانی شده. دنا پلاس از سال ۱۳۹۵ به بازار خودرو معرفی شد. دنا پلاس با سرمایه‌گذاری ۵۵ میلیارد تومانی ایران‌خودرو طراحی و ساخته شده‌است. این خودرو در کنار پژو ۲۰۷آی صندوقدار معرفی شد. تحول گرافیک داخلی چراغ‌ها، باعث جذابیت بیشتر خودرو شده؛ البته شکل کلی چراغ و ابعاد فیزیکی آن بدون تغییر باقی مانده‌است. افزودن لامپ‌های ال‌ای‌دی به خودرو به‌عنوان چراغ دید در روز یا روزنما (Daytime running lights) و نیز چراغ‌های کوچک (Position lights) از جنس نئون که در خودروهای روز دنیا مثل آئودی، ب‌ام‌و، مرسدس بنز و … هم دیده می‌شوند، از جمله تغییرات در چراغ‌های این خودرو به‌شمار می‌روند. در چراغ‌های عقب نیز تغییراتی، البته کم‌تر از جلو، اعمال شده و چراغ‌های کوچک نئونی در این قسمت نیز دیده می‌شوند.
در سال ۱۴۰۲ نسخه ۶ دنده با موتور EF7P عرضه شد که دارای استاندارد ۸۵ گانه و نسبت به نسخه قبلی به آپشن‌های بیشتری مجهز شده است.

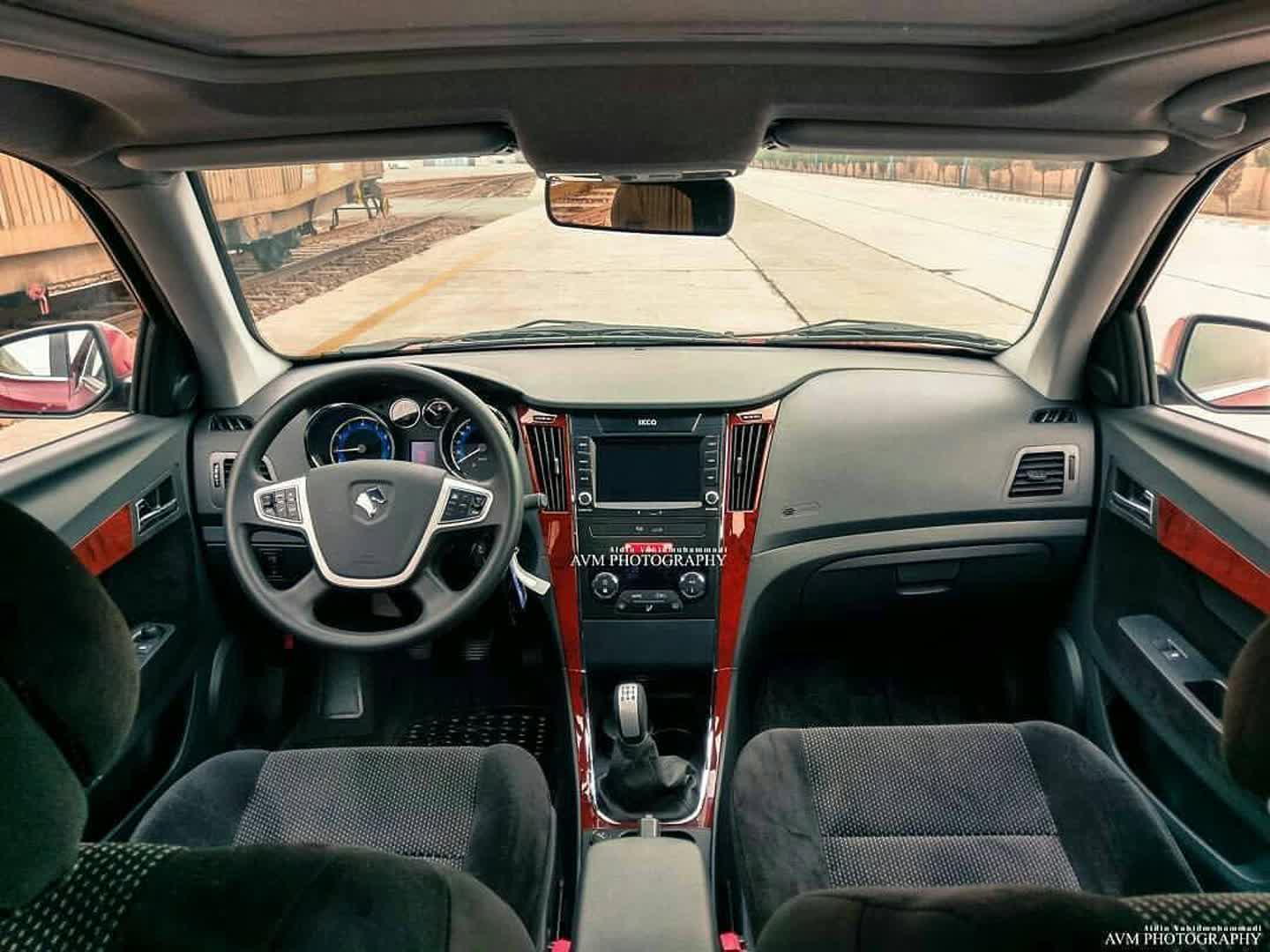
نمای داخلی دنا پلاس

تفاوت‌های دنا پلاس با دنای معمولی به شرح زیر است:
1. دوربین عقب
2. سامانه‌ی چندرسانه‌ای جدید با قابلیت فیشِ ورودی
3. خطوط جدید بدنه در نمای جانبی
4. چراغ‌های کوچک نئونی در جلو و عقب
5. تغییرِ درِ صندوق، تغییر تریم درها، و سپر عقب جدید
6. چراغ‌های روشناییِ روز (دِی‌لایت) یا ابرویی چراغ‌های جلو با نواری از LED
7. چهار کیسه‌ی هوا
8. سانروف
9. سیستم کمکی ترمز HBA، سیستم کمک در سربالایی HSA، سیستم کنترل پایداری الکترونیکی ESC، سیستم کنترل کشش TCS (نسخه جدید)
10. فرمان کمکی برقی (EPS) (نسخه جدید)
11. فرمان طرح دی‌کات D-Cut (نسخه جدید)
12. قابلیت پشتیبانی از MirrorLink (نسخه جدید)
13. سنسور نور و باران (نسخه جدید)
14. سیستم نشانگر باد لاستیک‌ها TPMS (نسخه جدید)

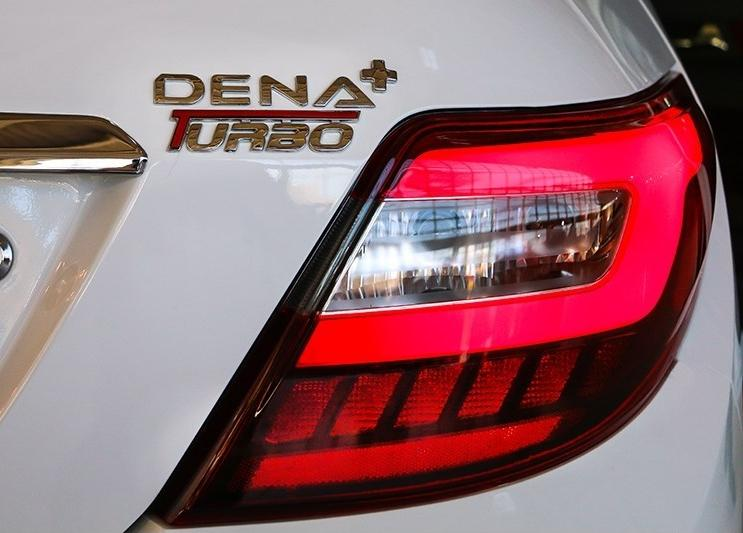
نشان‌وارهٔ دنا پلاس توربو

بعدها موتور دنا پلاس به توربوشارژ مجهز شد و یکی از اهداف شرکت در عرضه‌ی این محصول افزایش کارایی قوای محرکه خودروی دنا پلاس از طریق نصب سامانه‌ی توربوشارژ بر روی آن است که باعث تغییرات ذیل می‌شود: افزایش قدرت و شتاب خودرو بدون بالا بردن حجم موتور، افزایش راندمان و بهره‌وری سوخت، احتراق بهتر سوخت و کاهش سطح آلایندگی و مصرف سوخت کمتر نسبت به موتور معمولی (مکش طبیعی)
تفاوت‌های دنا پلاس توربوشارژ با دنا پلاس به شرح زیر است: طرح رینگ آلومینیومی جدید ۱۶ اینچ پنج پیچ و تایر بزرگ‌تر (۲۰۵/۵۰R۱۶)، فرمان چرمی با دوخت قرمز، زیر پایی موکتی با آرم توربو و نوار قرمز رنگ، تغییر طرح سر دسته دنده، نصب موتور توربوشارژ، جعبه‌دنده‌ شش سرعته‌ی دستی (تولید از سال ۱۴۰۱)، فرمان کمکی برقی (EPS) (نسخه جدید)، سیستم کمکی ترمز HBA، سیستم کمک در سربالایی HSA، سیستم کنترل پایداری الکترونیکی ESC، سیستم کنترل کشش TCS (نسخه جدید)، نشانگر تعویض دنده (GSI) (نسخه جدید)، سنسور نور و باران (نسخه جدید)، سیستم نشانگر باد لاستیک‌ها TPMS (نسخه جدید)
گروه صنعتی ایران خودرو در سال ۱۳۹۹ دنا پلاس توربوشارژ با جعبه‌دنده‌ی خودکار را عرضه نمود. این خودرو به جعبه‌دنده‌ی ۶ سرعته‌ اتوماتیک DAE با حالت اسپرت، برفی، و قابلیت تیپ ترونیک مجهز است.
این خودرو از لحاظ ویژگی‌های فنی تفاوت آنچنانی با نسخه‌ی دنده‌ای ندارد. تفاوت اصلی این خودرو علاوه‌بر جعبه‌دنده‌ی اتوماتیک ۶ سرعته، اضافه شدن فرمان کمکی برقی (EPS) است؛ این در حالی است که پیش از این، دنا پلاس فرمان هیدرولیکی داشته است.
در سال ۱۴۰۲ نسخه آپشنال دنا پلاس توربو اتوماتیک عرضه شد که نسبت به نسخه ساده از چند آپشن برخوردار است. از جمله سیستم کمکی ترمز HBA، سیستم کمک در سربالایی HSA، سیستم کنترل پایداری الکترونیکی ESC، سیستم کنترل کشش TCS (در نسخه ارتقا یافته دنا پلاس توربو اتوماتیک ساده اضافه شد)، فرمان طرح دی‌کات D-Cut، قابلیت پشتیبانی از MirrorLink، آینه وسط الکتروکرومیک، سیستم استارت دکمه‌ای و ورود بدون کلید، سنسور نور و باران (در نسخه ارتقا یافته دنا پلاس توربو اتوماتیک ساده اضافه شد)، سیستم نشانگر باد لاستیک‌ها TPMS (در نسخه ارتقا یافته دنا پلاس توربو اتوماتیک ساده اضافه شد)

### دنا جوانان (از ۱۴۰۳)
در سال ۱۴۰۲، ایران خودرو نسخه جدیدی از دنا پلاس را عرضه کرد. در این نسخه از موتور EF7P استفاده شده که نسبت به EF7 TC از قدرت و گشتاور بیشتری برخوردار است. در تجهیزات هیچ تفاوتی با دنا پلاس توربو اتوماتیک آپشنال ندارد و تنها تفاوت در بخش مشخصات فنی است.

### دنا پلاس جدید
در تیر ۱۴۰۳، مسئولان ایران خودرو خبر از عرضه قریب‌الوقوع فیس‌لیفت دنا پلاس با خطوط طراحی ری‌را دادند.

## ویژگی‌های فنی
دنا در ابتدا قرار بود با دو موتور XUM و EF7 عرضه شود ولی در نهایت فقط با موتور EF7 عرضه شد. موتور استفاده شده در دنا همان موتوری است که در سمند استفاده شده است.
موتور EF7 از نوع ۴ سیلندر خطی ۱۶ سوپاپ و با حجم ۱۶۴۵ سی‌سی است که قادر به تولید قدرت ۱۱۳ اسب‌بخار در دور ۶۰۰۰ و گشتاور ۱۵۵ نیوتن‌متر در دور ۳۵۰۰ تا ۴۵۰۰ است. طبق سخنان ایران خودرو، دنا می‌تواند در ۱۲ ثانیه به سرعت ۱۰۰ کیلومتر برسد. این موتور در دنا معمولی و دنا پلاس نصب شده است.
در دنا پلاس توربو از یک موتور EF7 TC که به یک توربوشارژر مجهز شده است استفاده می‌شود؛ همان موتوری که در نسخه سمند سورن ELX توربوشارژر هم است استفاده می‌شود. این موتور قادر به تولید ۱۵۰ اسب‌بخار در دور ۵۵۰۰ و گشتاور ۲۱۵ نیوتن‌متر در دور ۲۲۰۰ تا ۴۸۰۰ است. شتاب صفر تا صد دنا پلاس توربو ۱۰ ثانیه و حداکثر سرعت آن ۲۰۵ کیلومتر بر ساعت است.
در دنا پلاس ۶ دنده ساده از موتور EF7P استفاده می‌شود که ۱۲۰ اسب‌بخار و ۱۶۵ نیوتن‌متر گشتاور می‌تواند تولید کند و در نسخه جوانان قرار است از موتور EF7P TC استفاده می‌شود که ۱۶۰ اسب‌بخار و ۲۴۰ نیوتن‌متر گشتاور می‌تواند تولید کند.
| نام     | حجم موتور | نوع               | قدرت                                                                       | گشتاور                                                      | حداکثر سرعت                            | شتاب ۰ تا ۱۰۰ | مصرف سوخت ترکیبی                                                                      |
| ------- | --------- | ----------------- | -------------------------------------------------------------------------- | ----------------------------------------------------------- | -------------------------------------- | ------------- | ------------------------------------------------------------------------------------- |
| EF7     | ۱۶۴۵ سی‌سی | ۴ سیلندر ۱۶ سوپاپ | ۱۱۳ اسب بخار (۸۴ کیلووات؛ ۱۱۵ اسب بخار متری) در ۶۰۰۰ دور در دقیقه          | ۱۵۵ نیوتن متر (۱۱۴ پوند نیرو-فوت) در ۳۵۰۰–۴۵۰۰ دور در دقیقه | ۱۸۹ کیلومتر بر ساعت (۱۱۷ مایل بر ساعت) | ۱۲ ثانیه      | ۷٫۴۳ لیتر بر ۱۰۰ کیلومتر (۳۸٫۰ مایل بر گالون بریتانیایی؛ ۳۱٫۷ مایل بر گالون آمریکایی) |
| EF7 TC  | ۱۶۴۵ سی‌سی | ۴ سیلندر ۱۶ سوپاپ | ۱۵۰ اسب بخار (۱۱۲ کیلووات؛ ۱۵۲ اسب بخار متری) اسب‌بخار در ۵۵۰۰ دور در دقیقه | ۱۴۴ نیوتن متر (۱۰۶ پوند نیرو-فوت) در ۲۲۰۰–۴۸۰۰ دور در دقیقه | ۲۰۵ کیلومتر بر ساعت (۱۲۷ مایل بر ساعت) | ۱۰ ثانیه      | ۷٫۸۲ لیتر بر ۱۰۰ کیلومتر (۳۶٫۱ مایل بر گالون بریتانیایی؛ ۳۰٫۱ مایل بر گالون آمریکایی) |
| EF7P    | ۱۶۴۵ سی‌سی | ۴ سیلندر ۱۶ سوپاپ | ۱۲۰ اسب بخار (۸۹ کیلووات؛ ۱۲۲ اسب بخار متری) در ۶۰۰۰ دور در دقیقه          | ۱۶۵ نیوتن متر (۱۲۲ پوند نیرو-فوت) در ۳۵۰۰–۴۵۰۰ دور در دقیقه | ۱۸۹ کیلومتر بر ساعت (۱۱۷ مایل بر ساعت) | ۱۲ ثانیه      | ۷ لیتر بر ۱۰۰ کیلومتر (۴۰ مایل بر گالون بریتانیایی؛ ۳۴ مایل بر گالون آمریکایی)        |
| EF7P TC | ۱۶۴۵ سی‌سی | ۴ سیلندر ۱۶ سوپاپ | ۱۶۰ اسب بخار (۱۱۹ کیلووات؛ ۱۶۲ اسب بخار متری) اسب‌بخار در ۵۵۰۰ دور در دقیقه | ۲۴۰ نیوتن متر (۱۸۰ پوند نیرو-فوت) در ۲۲۰۰–۴۸۰۰ دور در دقیقه | ۲۰۵ کیلومتر بر ساعت (۱۲۷ مایل بر ساعت) | ۱۰ ثانیه      | ۸٫۶ لیتر بر ۱۰۰ کیلومتر (۳۳ مایل بر گالون بریتانیایی؛ ۲۷ مایل بر گالون آمریکایی)      |

## کیفیت ضعیف بدنه
همانطور که در تمامی محصولات ایران خودرو به خصوص در خودروهای همچون دنا پلاس و تارا که با دست زدن بر روی بدنه آن به داخل فرو می رود و دلیل آن کم بودن ضخامت بدنه خودروهایی همچون دنا پلاس میباشد که می‌تواند برای راننده و سرنشینان این خودرو در برابر تصادفات خطر آفرین باشد

## کانسپت‌ها

### دنا پلاس هیبریدی
ایران‌خودرو در پنجمین همایش صنعت خودرو کشور در سال ۱۳۹۶، دنا پلاس اتوماتیک هیبریدی را معرفی کرد. این خودرو جعبه‌دنده‌ی خودکار داشته و در کنار قابلیت هیبرید، قابلیت شارژ مستقیم با برق شهری را نیز دارد. دنا پلاس اتوماتیک هیبریدی می‌تواند بدون روشن شدن پیشرانه‌ی بنزینی، در صورت شارژ کامل باتری‌ها ۹۰ کیلومتر با برق طی مسافت کند. سطح آلایندگی این خودرو در حالت برقی صفر است. گشتاور موتور برقی این خودرو ۲۲۰ نیوتن‌متر اعلام شده و توان خروجی آن برابر با ۱۲۲ اسب بخار است. این خودرو هنوز به مرحله‌ی تولید انبوه نرسیده‌است.